# Стена демократии
«Стена демократии» — в ноябре 1978 года группа радикальных художников «Звезда» участвовала в создании плакатов, критикующих режим в Китае, которые затем были размещены на длинной кирпичной стене улицы Сидань (Xidan) в районе Сичэн в Пекине в знак протеста против политических и социальных проблем Китая. При молчаливом согласии китайского правительства состоялись и другие акции протеста (издавались неофициальные журналы, проводились петиции и демонстрации). Вскоре после этих событий прошли акции и в других крупных городах Китая. Движение можно рассматривать как начало китайской демократии, а также оно известно как «Движение за стену демократии», которое вошло в историю Китая как короткий период политической либерализации («Пекинская весна»).

## Предпосылки

### Культурная революция
В 1966 году Мао Цзэдун начал Великую пролетарскую культурную революцию. Миллионы учащихся средних школ, старших классов и колледжей ответили на призыв Мао и были организованны в политическую организацию «хунвэйбинов», с целью противодействия возможной «реставрации капитализма» в КНР и «борьбы со внутренним и внешним ревизионизмом», но на самом деле выполнялись цели по дискредитации и уничтожению политической оппозиции. Но в 1969 году Мао начал «Движение к сельской местности» и часть хунвэйбинов были изгнаны в сельские районы страны, они почувствовали, что Мао их предал и бросил. В 1971 году после попытки переворота и смерти Линь Бяо, вера народа КНР в Мао и идеологию культурной революции сильно поколебалась. 19 ноября 1974 года на стене в провинции Гуандун появилась статья Ли Чжи, 67 страниц документа были посвящены: ущербу граждан, причинённому бюрократической коррупцией коммунистической партии Китая во время культурной революции; и необходимость практиковать демократию и правовую систему в Китае. Это дацзыбао показало, что люди начали переоценивать культурную революцию и политическую систему Китая.

### Инцидент на площади Тяньаньмэнь в 1976 году
8 января 1976 года умер премьер Госсовета КНР Чжоу Эньлай. 5 апреля на фестивале Цинмин тысячи жителей Пекина собрались на площади Тяньаньмэнь. Они вышли на площадь Тяньаньмэнь с плакатами (на плакатах были изображениям и стихи), чтобы оплакать Чжоу и выразить свой гнев по отношению к нечестивой Банде четырёх и последствиям разрушительной культурной революции. В ответ Мао приказал полиции и НОАК разогнать людей. Демонстрацию жестко разогнали, около четырёх тысяч человек были арестованы. Этот инцидент вошёл в историю под названием «Движением 5 апреля». Дэн Сяопин был объявлен «чёрной рукой» движения. 7 апреля Мао Цзэдун предложил Политбюро ЦК КПК отстранить от должности Дэн Сяопина, а Хуа Гофэн должен занять пост Дэна в качестве премьера Госсовета и заместителя председателя КПК. Политбюро приняло оба предложения.

### Обсуждение критериев истины
9 сентября 1976 года умер Мао Цзэдун, его преемником становится Хуа Гофэн. Хуа Гофэн чувствовал угрозу со стороны политически властной группы Банда Четырёх. 6 октября при поддержке маршала Е Цзяньин, Ли Сяньняня и других членов Политбюро Хуа Гофэн арестовал «Банду четырёх». На следующий день Хуа Гофэн был избран председателем КПК и председателем Центрального военного комитета на совместном заседании Первых секретарей провинциальных партийных комитетов и Политбюро ЦК КПК. Чтобы доказать свою легитимность, Хуа Гофэн поручил Ван Дунсину издать заявление, которое содержалось в совместной редакционной статье под названием «Хорошо изучите документы и поймёте ключевую связь», напечатанной 7 февраля 1977 года в газете Жэньминь жибао, журнале «Красный флаг» и газете «Народно-освободительная армия ежедневная». Хуа Гофэн заявил, что они будут в полной мере соблюдать политику Мао и его наставления. 21 июля 1977 года на III пленарном заседании X созыва ЦК КПК Дэн Сяопин вновь занял пост премьера Госсовета и заместителя председателя КПК. Дэн Сяопин начал разоблачать некоторые решения эпохи Мао Цзэдуна. Весной 1978 года 130 000 жертв антиправительственного движения, которые были отстранены от своих должностей в 1957 году, были реабилитированы. Дэн Сяопин продолжал бросать вызовы легитимности Хуа Гофэна и боролся за идеологическое господство в стране. В 1977 году Дэн начал аннулировать итоги «культурной революции» и начал кампанию под названием «Пекинская весна». В ходе «Пекинской весны» была разрешена открытая критика «культурной революции» и был дан импульс на разрушение классовой системы.
Ху Яобан был назначен вице-президентом Центральной партийной школы в марте 1977 года. В июле того же года он основал журнал «Теория динамики» Центральной партийной школы. 10 мая 1978 года журнал опубликовал статью под названием «Практика — единственный критерий проверки правды». Эта статья является публичной конфронтацией между «прагматизмом» Дэн Сяопина, Ху Яобана и его последователей и идеологией «догматизма», такой как Хуа Гофэн и Ван Дунсин. Он частично отрицает взгляд Мао Цзэдуна на «культурную революцию» и служит основой для реабилитации кадров, а также вновь подчеркивает имидж коммунистической партии.

## Дацзыбао
Под влиянием официального осуждения итогов «культурной революции» широкая публика также начала вывешавать дацзыбао с обличающими стихами. 18 августа 1977 года XI съезд КПК рекомендовал добавить «Четыре свободы» (四大自由) в статью 45 Конституции («Четыре свободы» — политический лозунг во время культурной революции, что означает, что люди имеют право на свободу слова, свободу дискуссий и свободу вывешивания дацзыбао.) С июня по июль 1978 года дацзыбао были широко распространены в крупных университетах Пекина. Дацзыбао первоначально критиковали «Банду четырёх» и предыдущую провальную правительственную политику и поддерживались Дэн Сяопином, как часть его борьбы за получение политической власти. В сентябре иностранные журналисты сообщили, что им разрешён свободный контакт с китайцами.

## Начало стены демократии
1 октября 1978 года гражданские лица на пешеходной стене Сидань (Xidan) в Пекине разместили слова «освобождать мысли, обеспечивать лучшее обслуживание людей — обязанности членов КПК». С тех пор людям разрешалось размещать своё мнение и литературу в свободном стиле на уличных стенах по всей стране. 23 ноября 1978 года Лю Пу (кит. 吕 朴) разместил свои работы на Стене демократии в Сичэне. Он раскритиковал Мао Цзэдуна и указал, что реальными причинами Движения 5 апреля были отсталая экономика, жесткий контроль над мыслями и плохие условия жизни людей. Этот плакат назывался «Огненная Зажигалка Стены Демократии». 25 ноября Реном Вандингом и восемью другими молодыми людьми была сформирована группа Ассамблея демократии. Два дня спустя они собрались у стены демократии в Сичэне и провели публичный марш к площади Тяньаньмэнь. Более 10000 участников потребовали демократии и прав человека для Китая. Эта дата знаменует собой начало Стены демократии.

### Отношения Дэн Сяопина в начале движения
В начале движения большинство крупных плакатов с персонажами критиковали «Банду четырёх», Мао Цзэдуна и Хуа Гофэна, а не Дэн Сяопина. Таким образом, Дэн все ещё поддерживал движение за Стену демократии. 26 ноября он сказал японским делегатам Демократической социалистической партии, что, согласно Конституции, деятельность «Стены демократии» является законной. Однако он отметил, что некоторые партийные товарищи не хотели критиковать Мао, и он согласился с ними. Отношение Дэна заставило все больше людей собираться у Стены демократии и вывешивать плакаты, чтобы выразить своё мнение и поддержать Дэна.

### «Пятая модернизация»
Однако, кроме группы поддерживающая Дэн Сяопина, была и группа против него. 5 декабря 1978 года на стене был размещён самый известный плакат Стены демократии «Пятая модернизация: демократия и другие», написанный Вэй Цзиншэном. Эта длинная статья подвергла резкой критике недемократическую практику Мао и Дэна. Он также подчеркнул, что история Германии, России и Китая доказала, что антидемократия является причиной плохих условий жизни людей, и политическая система Югославии была бы хорошей моделью для обеспечения экономического благополучия людей.

### Плакат с петициями
Помимо крупных плакатов с персонажами, в которых говорится о демократии, свободе и правах человека, граждане также написали множество плакатов с жалобами. Они жаловались на своё жалкое проживание во время культурной революции или бюрократические развращения местных чиновников. Они вывешивали свои плакаты на тех же стенах и пытались привлечь внимание центрального правительства для решения своих индивидуальных проблем. Однако, поскольку такого рода плакаты были написаны менее образованными людьми, за исключением некоторых статей, которые были переизданы в неофициальных журналах, большинство таких плакатов впоследствии были сорваны.

## Неофициальные журналы

### Образование журналов
В Китае быстро развивался и другой формат дебатов и демонстраций — «неофициальные журналы», также известные как «независимые журналы» или «подпольные журналы» (на китайском языке: 地下 刊物). 26 ноября 1978 года в Гуйяне появилось первое неофициальное издание «Просвещение» (на китайском языке: 启蒙). В январе 1979 года издание было перепечатано в Пекине. 16 декабря 1978 года ещё один очень известный неофициальный журнал «Форум пятого апреля» (на китайском языке: 四五 论坛) опубликовал свой первый номер. Вскоре различные группы деятельности сформировали свои собственные редакционные организации, чтобы выразить различные политические мнения. Аргументы относительно политических реформ можно разделить на три основные категории в зависимости от их отношения к марксизму: классический марксизм, эклектический марксизм и антимарксистские радикалы.

### Списки неофициальных журналов
С зимы 1978 года по весну 1981 года в одном только Пекине появилось более 50 неофициальных журналов. Ниже список некоторых известных журналов во время движения.
| Журнал (название на русском языке)  | Журнал (название на китайском языке) | Авторы (имена на русском)                          | Авторы (имена на китайском)      |
| ----------------------------------- | ------------------------------------ | -------------------------------------------------- | -------------------------------- |
| Просветление                        | 《启蒙》                             |                                                    |                                  |
| Исследование                        | 《探索》                             | Вэй Цзиншэн, Лю Цзиншэн, Лу Линь, Ян Гуан          | 魏京生，刘京生，路林，杨光       |
| Форум пятого апреля                 | 《四五论坛》                         | Сюй Вэньли, Лю Цин, Чжао Нань                      | 徐文立，刘青，赵南               |
| Китайский альянс по правам человека | 《中国人权同盟》                     | Жень Ваньдин                                       | 任畹町                           |
| Сегодня                             | 《今天》                             | Бэй Дао, Ман Кэ, Лю Няньчунь, Сюй Сяо, Чэнь Майпин | 北岛，芒克，刘念春，徐晓，陈迈平 |
| Пекинская весна                     | 《北京之春》                         | Чэнь Цзымин, Чжоу Вэйминь, Ван Цзюньтао            | 陈子明，周为民，王军涛           |
| Плодородная почва                   | 《沃土》                             | Ху Пин, Цзян Хун                                   | 胡平，姜洪                       |
| Жатва                               | 《秋实》                             |                                                    |                                  |
| Газета «В поисках истины»           |                                      |                                                    |                                  |

### Организации
В начале 1979 года неофициальные журналы стали основной силой движения «Стена демократии». Были также предприняты попытки объединить усилия, чтобы сформировать более сильную единую структуру. 15 января 1979 года шесть ведущих неофициальных журналов объявили о своём намерении бороться за основные конституционные права: свобода слова и свобода прессы без возмездия. Эти свободы никогда не были реализованы. 28 января 1979 года члены семи неофициальных журналов в Пекине организовали совместную конференцию, чтобы противостоять действиям против их литературы на «Стене демократии». Затем они стали еженедельно собираться, чтобы обсудить последние острые вопросы. Однако, это была все ещё очень свободная организация, и их мнения варьировались и они не могли прийти к согласию.

### Влияние неофициальных журналов
Настенные плакаты и подпольные журналы были тесно связаны между собой. Распространена практика печатать плакаты в журналах, а также размещать печатные страницы на стене Сидань. Редакторы также продавали свои журналы возле «Стены демократии». Публикация журналов была непростой задачей из-за отсутствия технических специалистов и финансирования. Таким образом, тираж журналов был относительно небольшим, обычно от 200 до 500 экземпляров в номере. Однако, по сравнению с настенными плакатами, журналы были более значительными, потому что люди (обычно вручную) копировали и пересылали другим людям, что привело к тому, что неофициальный журнал получил широкое распространение по всему Китаю. Самая полная коллекция неофициальных документов сегодня — это 20-томная коллекция «Сборник подпольных публикаций, распространённых на материковой части Китая» (Китайский: 大陆地下刊物汇编), который был отредактирован Тайваньским институтом по изучению коммунистических проблем Китая с 1980 по 1985 год.